# قلعه کوچار
قلعه کوچار مربوط به دوران‌های تاریخی پس از اسلام است و در شهرستان البرز، روستای کوچار واقع شده و این اثر در تاریخ ۲۵ اسفند ۱۳۸۰ با شمارهٔ ثبت ۵۰۱۵ به‌عنوان یکی از آثار ملی ایران به ثبت رسیده است.